# Chott de Zehrez Gharbi
Ne doit pas être confondu avec Chott el-Gharbi.
Le Chott  de Zehrez Gharbi (litt. en français Chott du Zehrez occidental) est un chott situé dans la wilaya de Djelfa, en Algérie. Il est classé site Ramsar depuis 2003.

## Géographie

### Climat
Le climat de la région de Djelfa est de type méditerranéen et fortement affecté par le réchauffement climatique, avec une augmentation de l'aridité depuis le début du XXe siècle.

### Hydrogéographie
La dépression est alimentée par plusieurs cours d'eau, notamment les oueds Mellah, Zoubia et Hadjia. Les affluents, ainsi que son sol imperméable qui ralentit les infiltrations d'eau, favorisent la formation d'une étendue d'eau.